# 馬自達Navajo
馬自達Navajo是一款1991年至1994年間由馬自達汽車公司在美國地區銷售的雙門運動型多用途車，其雙生車款為第一代福特探險家。

## 概要
Navajo是馬自達第一部以卡車為底本衍生的四輪驅動越野型汽車，僅在美國市場販售。它以第一代福特探險家Sport車型為基礎而開發，兩者的差異在與廠徽銘牌與外觀內裝的部分修飾不同。此外，M5OD型五速手排變速系統由馬自達研發；A4LD型四速自排變速系統由福特研發，但這兩種變速箱系統被這兩種車款共用。
關於車名「Navajo」是指美國西南部的一支原住民族，稱為納瓦霍族，二次大戰美軍在太平洋戰場的軍事通訊密語即是以此族的語言為基礎。這個族名由西班牙人所起，族人則自稱為「Diné」，即納瓦霍語「人」之意。

## 歷史（1991年-1994年）
1991年 - 正式在美國發售。和福特Explorer是雙生車款，其差異在於進氣壩、尾燈與輪框的造型，而座椅和方向盤材質也不同。車型分成兩種：
- 基本型：電動窗、中控鎖、電動控制後視鏡為基本配備。
- LX型：除前述配備外，再增加車室照明燈、皮革材質方向盤。

此外，還可以選購的套裝配備包含：空調系統、含卡式錄音帶播放機的音響系統、巡航定速系統、含電動調整腰靠的運動化座椅、彈出式可拆卸天窗等。
前置後驅的設定開始在1992年上市，隔年隨著雙生車福特Explorer的改款，重新調校過的引擎增加了馬力輸出，且增加ABS防鎖死煞車系统，以及需額外加價的CD播放機；1994年小改款時只變動了五幅式的輪框造型而已。
由於銷售成績不盡理想，該款車於1994年停產，一直到2001年Tribute出現才接替其位子。美國《汽車趨勢雜誌》（Motor Trend Magazine）曾在1991年把Navajo評選為「年度最佳卡車」。

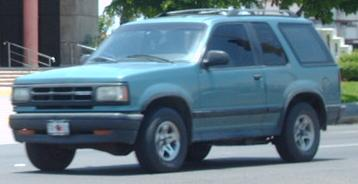
馬自達Navajo車頭

## 凡士通（Firestone）回收瑕疵輪胎事件
2000年五月美國國家公路交通安全管理局（National Highway Traffic Safety Administration，縮寫成NHTSA）針對福特和凡士通（Firestone）表示，福特旗下的福特Explorer、馬自達Navajo和水星Mountaineers等車款因爆胎導致的事故率偏高，於是福特汽車展開凡士通ATX、ATX II、Wilderness AT等型號輪胎的回收和免費更換計畫。
後來因雙方針對此事件出現嫌隙，於2001年五月結束長達九十五年的合作關係。

## 外部連結
- （英文）Mazda Navajo車友會論壇